# Kenneth Toft-Hansen
Kenneth Toft-Hansen, né le 11 mai 1982 à Silkeborg, est un chef cuisinier danois.

## Biographie
En 2019, il est vainqueur du bocuse d’or.